# Oulad Ftata
Oulad Ftata (franska: Oulad Ftata (CR), Oulad Ftata (Commune Rurale), arabiska: رأس عصفور) är en kommun i Marocko.   Den ligger i provinsen Khouribga och regionen Béni Mellal-Khénifra, i den norra delen av landet, 90 km söder om huvudstaden Rabat. Antalet invånare är 2 764.